# Internationaler Schubert-Wettbewerb Dortmund
Der Internationale Schubert-Wettbewerb Dortmund ist ein deutscher Musikwettbewerb im Bereich der Klassischen Musik im Sinne der europäischen Kunstmusik des 17.–19. Jahrhunderts. Der Schwerpunkt liegt hier auf den Werken des Namensgebers Franz Schubert.

## Geschichte
Der Wettbewerb wurde 1987 unter Federführung von Roland Pröll gegründet. Seitdem fand er als internationaler Klavierwettbewerb alle zwei Jahre statt.
Im Jahr 1996 erfolgte der Beitritt in die World Federation of International Music Competitions.
Der Austragungsort war bis 2007 immer das Casino Hohensyburg. Für das Finale mit Orchester, wobei hier mangels Schubert’scher Kompositionen im Wesentlichen die Klavierkonzerte Mozarts und Beethovens gespielt werden, wird nach seiner Fertigstellung das Konzerthaus Dortmund genutzt. Er soll jungen Pianisten die Chance geben, sich mit dem Werk von Franz Schubert auseinanderzusetzen.
Im Jahr 2009 fand anstelle des Klavierwettbewerbs erstmals der Schubertwettbewerb LiedDuo statt, bei dem sich Duos aus Sängerin bzw. Sänger und Pianistin bzw. Pianist um die Preise bewerben. Hiermit soll das große Liedschaffen Schuberts, das in seinem Werk und innerhalb der Vokalkompositionen generell eine herausragende Stellung einnimmt, gewürdigt werden.
Die Betonung bei diesem Wettbewerb liegt insbesondere auch auf dem Duo, womit der Pianist, anders als häufig üblich, von seiner Bedeutung dem Sänger gleichgestellt wird, sodass sich eine kammermusikalische Einheit bewirbt und bewertet wird, und nicht ein Sänger mit Begleiter.
Der LiedDuo-Wettbewerb wechselt sich im 2-Jahres-Rhythmus mit dem Klavierwettbewerb ab. Seit dem Wettbewerb 2009 fanden erstmals alle Runden im Kammermusiksaal des neu errichteten Orchesterzentrums in der Dortmunder Innenstadt nahe dem Konzerthaus statt. Die Konzerte der Preisträger mit Preisübergabe finden seit 2018 in der Kompressorenhalle des Industriedenkmals Kokerei Hansa statt.
Veranstaltet wird der Wettbewerb vom Internationalen Schubert-Wettbewerb Dortmund e.V. Gefördert und gesponsert wird der Wettbewerb im Wesentlichen von der RAG-Stiftung, der Werner Richard – Dr. Carl Dörken-Stiftung sowie der Kulturstiftung Dortmund.
Nachdem der Wettbewerb in den ersten Jahren noch von Roland Pröll künstlerisch geleitet wurde, übernahm nach dessen Rückzug Arnulf von Arnim diese Aufgabe bis zum XIV. Klavierwettbewerb 2021. Seit 2022 ist der britische Pianist Ian Fountain künstlerischer Leiter der Kategorie Klavier. Die Künstlerischer Leitung des LiedDuo-Wettbewerbs hielt bis 2017 der US-amerikanische Pianist Irwin Gage, dessen Nachfolge die Altistin Ingeborg Danz zum III. LiedDuo-Wettbewerb 2018 angetreten hat.

## Preisträger des Wettbewerbs
Die Gewinner des 1. Preises seit 1987 sind:
- 2021 – Klavier: Takashi Yasunami
- 2018 – LiedDuo: Esther Valentin (Mezzosopran) & Anastasia Grishutina
- 2016 – Klavier: Volodymyr Lavrynenko
- 2013 – LiedDuo: Samuel Hasselhorn (Bariton) & Takako Miyazaki (Klavier)
- 2011 – Klavier: Vadym Kholodenko
- 2009 – LiedDuo: Tomasz Wija (Bariton) & David Santos (Klavier)
- 2007 – Klavier: Takashi Sato
- 2005 – Klavier: Motoi Kawashima
- 2003 – Klavier: Amir Katz und Yong Kyu Lee
- 2001 – Klavier: Olga Filatova
- 1999 – Klavier: Filippo Faes
- 1997 – Klavier: Mikkhail Mordwinow
- 1995 – Klavier: Elena Margolina
- 1993 – Klavier: Yuka Imamine
- 1991 – Klavier: Atsuko Seki und Hideyo Harada
- 1989 – Klavier: Filippo Faes
- 1987 – Klavier: Michael Endres und Elisabeth Väth-Schadler